# 1784 في الولايات المتحدة
فيما يلي قوائم الأحداث التي وقعت خلال عام 1784 في الولايات المتحدة.

## سياسة

### تعيين في المنصب
- 1 يناير – جيمس دوان عمدة مدينة نيويورك.
- 1 يناير – صامويل هنتنجتون نائب حاكم دولة كونيتيكت.
- 7 مايو – جون جاي United States Secretary of Foreign Affairs [الإنجليزية]‏.

### انتهاء فترة المنصب
- 9 يناير – لايمان هول حاكم جورجيا [الإنجليزية]‏.
- 20 يونيو – هنري نوكس القائد العام لجيش الولايات المتحدة.
- 1 نوفمبر – روبرت موريس Superintendent of Finance of the United States [الإنجليزية]‏.
- 1 ديسمبر – بنجامين هاريسون الخامس حاكم فرجينيا [الإنجليزية]‏.

## مواليد

### يناير
- 21 يناير – أندرو ستيفنسون سياسي أمريكي.

### فبراير
- 5 فبراير – نانسي هانكس لينكولن
- 5 فبراير – وليام ت باري سياسي أمريكي.
- 16 فبراير – جون جي وود سياسي أمريكي.

### مارس
- 23 مارس – توم مولينو ملاكم من الولايات المتحدة الأمريكية.

### مايو
- 3 مايو – هنري هوبارد سياسي أمريكي.

### أغسطس
- 1 أغسطس – جورج آدمز سياسي أمريكي.
- 21 أغسطس – إنوس طومسون ثروب سياسي أمريكي.

### سبتمبر
- 28 سبتمبر – ثيوفيلوس جورج سميث سياسي أمريكي.

### أكتوبر
- 25 أكتوبر – تشيستر ديوي

### نوفمبر
- 24 نوفمبر – زكاري تايلور رئيس الولايات المتحدة الأمريكية الأسبق.

## وفيات

### مارس
- 26 مارس – توماس بوند (مواليد 1712) طبيب أمريكي.

### يونيو
- 26 يونيو – سيزر رودني (مواليد 1728) سياسي أمريكي.

### ديسمبر
- 26 ديسمبر – سيث وارنر (مواليد 1743)